# Biserica reformată din Șard

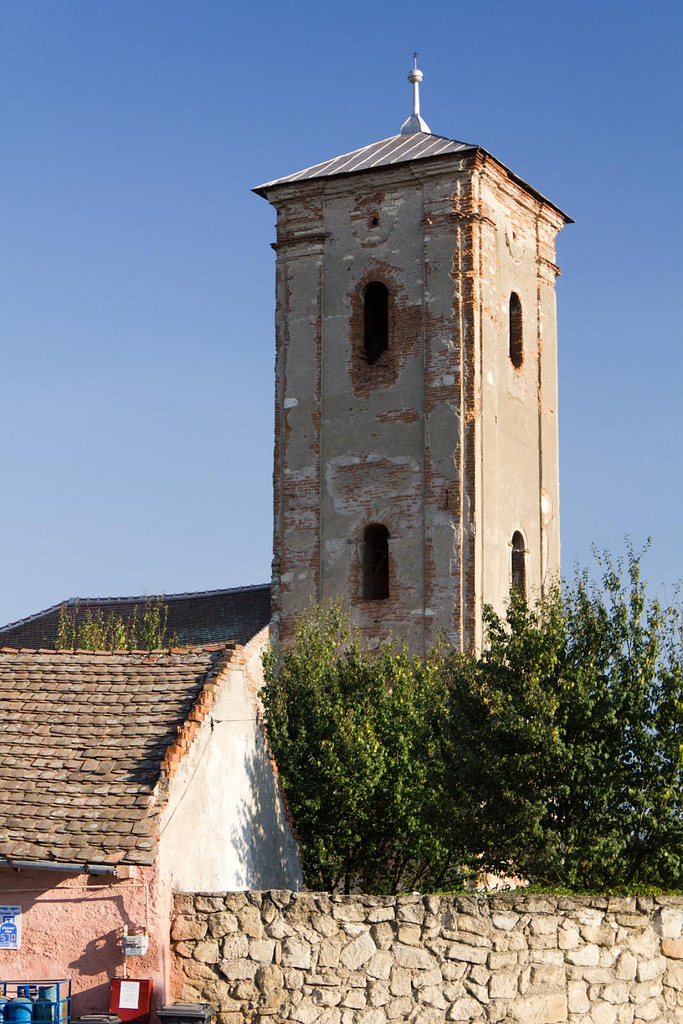
Biserica reformată, fosta biserică evanghelică, sat Șard; comuna Ighiu, judeţul Alba. Datare: sec. XV - XVIII.

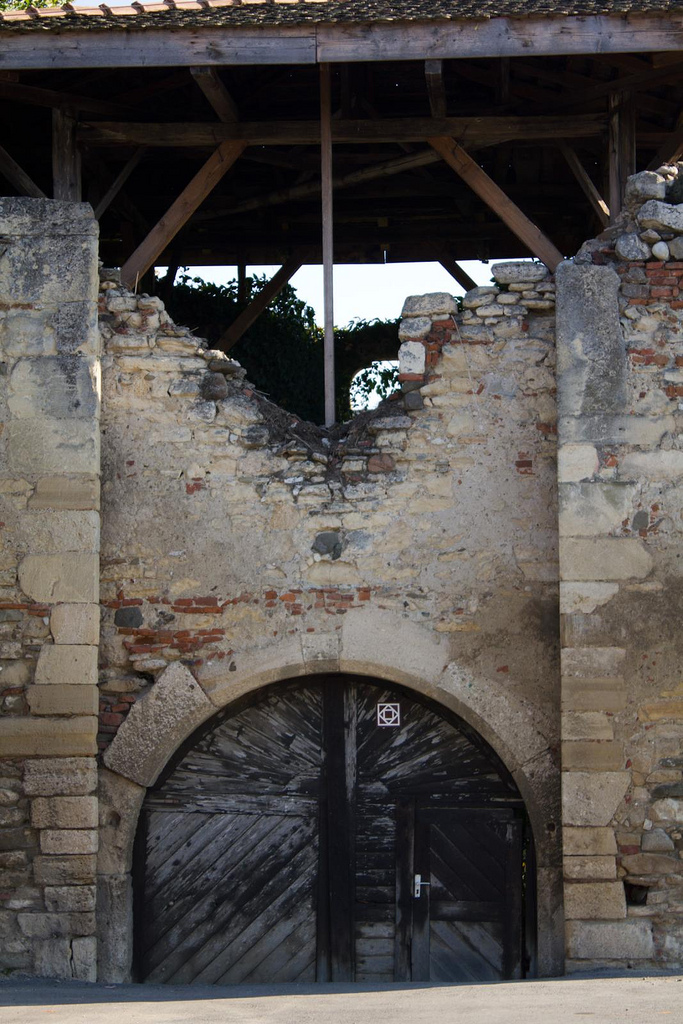
Zid de incintă, cu turn de poartă

Biserica reformată din Șard este un ansamblu de monumente istorice aflat pe teritoriul satului Șard, comuna Ighiu. În Repertoriul Arheologic Național, monumentul apare cu codul 4963.04.

Ansamblul este format din următoarele monumente:
- Biserica reformată, fostă biserică evanghelică (cod LMI AB-II-m-B-00362.01)
- Zid de incintă, cu turn de poartă (cod LMI AB-II-m-B-00362.02)

## Localitatea
Șard (în maghiară Sárd, în germană Schard) este un sat în comuna Ighiu din județul Alba, Transilvania, România. Prima mențiune documentară a localității datează din anul 1238. În 1295, localitatea a primit statutul juridic al sașilor din Sibiu, dar în secolul al XVI-lea a ieșit din comunitatea bisericii evanghelice.

## Biserica
Biserica este o bazilică gotică ce a suferit transformări în secolul al XVIII-lea. Incinta are o formă ovală și păstrează ruina unui turn de poartă gotic, cu colțuri din piatră fățuită și ghidajele pentru hersă.

## Imagini

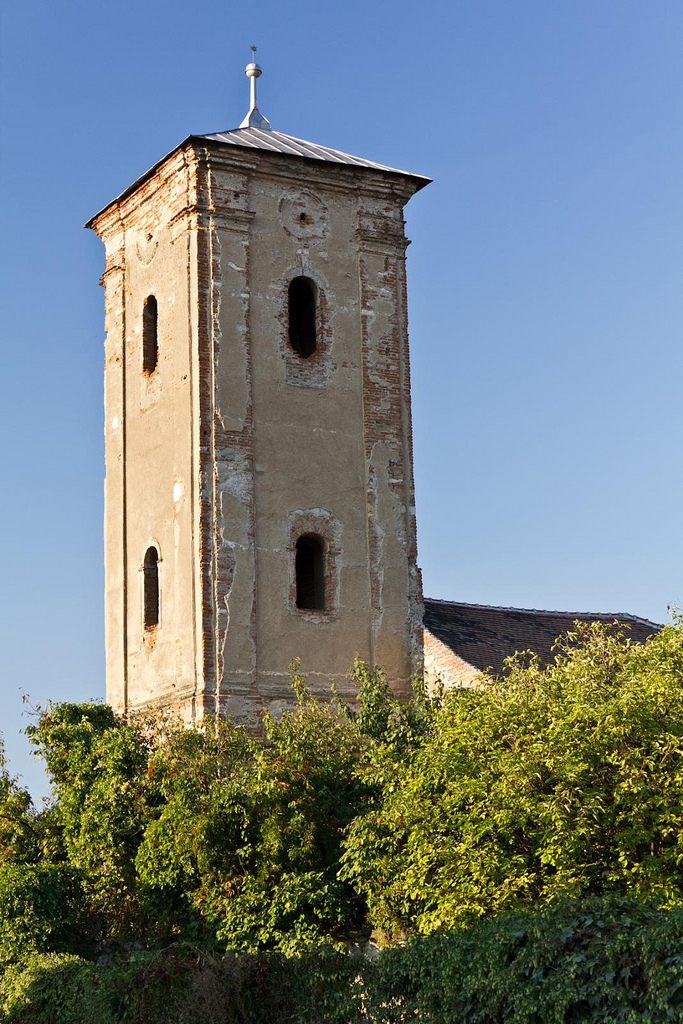
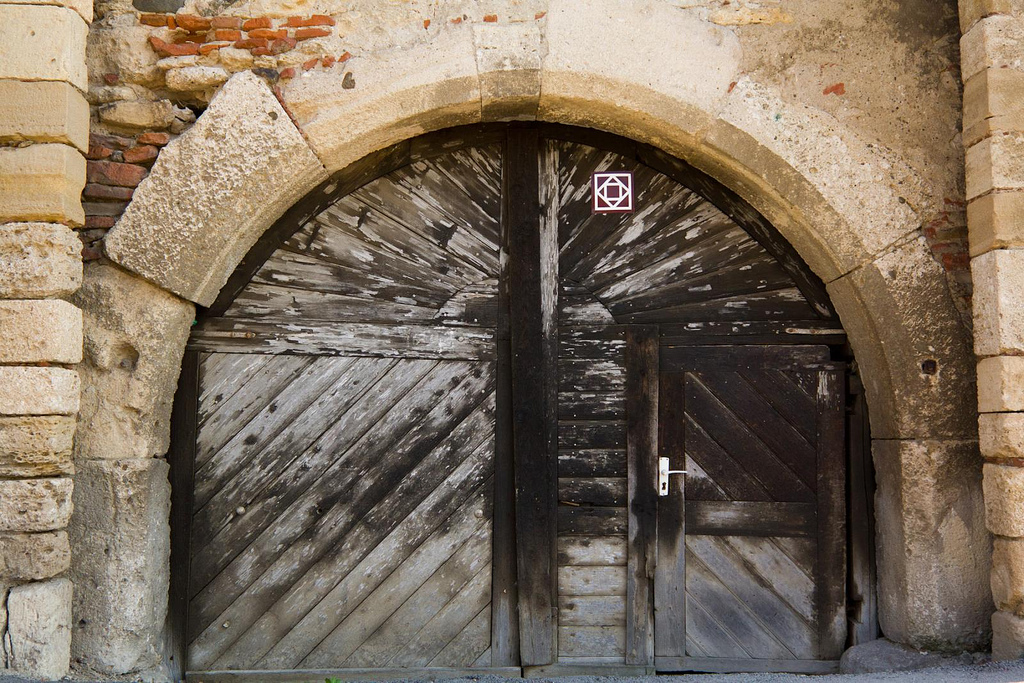

## Vezi și
- Șard, Alba